# Rally de Mongolia
El Rally de Mongolia es un rally que originalmente empezaba desde diferentes ciudades europeas, siendo estas Londres, Madrid, en la edición de 2007 y 2008, Barcelona y Milán en la edición de 2009, y que acaba en Ulán Bator, Mongolia. En la actualidad 2014 las salidas han sido restringidas a UK y la meta ha sido desplazada a la ciudad de Ulan Ude en Siberia a 400 kilómetros de la meta original según la organización para mantener el coste del rally lo más económico posible para los participantes. Es descrito como la "mayor aventura del mundo". La única limitación de los automóviles inscritos es la de tener un motor de menos de 1000 cc de cilindrada y la de las motocicletas la de tener un motor de un máximo de 125cc.
La carrera está diseñada para ser una aventura para los participantes, no para que se la tomen como un rally tradicional. Los organizadores prestan especial atención al señalar que es ilegal competir en carreteras abiertas al tráfico, además de no entregar ningún premio a quien termine primero. Hay otras diferencias con los rallies comunes, en especial el que no exista ningún apoyo por parte de la organización, ni tampoco se realizan compromisos para el acomodamiento.
En la primera edición, del año 2004, participaron un total de 6 equipos, de los cuales 4 consiguieron alcanzar la meta. En la siguiente, participaron 43 equipos, reduciéndose a 18 la cantidad de vehículos que llegaron de una pieza a Ulán Bator. La carrera del año 2006 comenzó el 22 de julio con 167 coches, y 117 llegaron a la capital mongola.
El Rally de Mongolia fue un evento benéfico, pues en sus tres primeras ediciones, todo el dinero conseguido para organizar el evento, era donado a instituciones benéficas. Esto cambió desde 2007, pues el evento es organizado desde entonces por League of Adventurists International Ltd, una empresa con ánimo de lucro británica.
El rally de 2007 comenzó en Hyde Park, Londres, el 21 de julio, y fue limitado a 200 equipos participantes. El registro para esta edición resultó más exitoso de los que previeron los organizadores, siendo las 100 primeras plazas ocupadas en tan sólo 22 segundos. Debido a esta popularidad, las últimas 50 plazas fueron concedidas al azar.
En 2007, las plazas fueron asignadas para 2008 en dos tandas, el 1 y el 7 de noviembre. El coste de la inscripción subió hasta las 650£ por equipo.

## Rutas
Existe una variedad de rutas que se sugieren para que los equipos lleguen a la meta, todas ellas comienzan desde Hyde Park, Londres. La ruta más común atraviesa las ciudades de Praga, Moscú, Kiev y Estambul, aunque algunos han llegado a alcanzar puntos tan al Norte como el círculo polar ártico y tan al Sur como Irán, Turkmenistán y Afganistán. Muchos de ellos reconvergen en Samarcanda, Uzbekistán.
La última parte de la competición ha consistido en llevar a los automóviles y motocicletas supervivientes y terminar hasta Ulan Bator. Ninguna de las rutas posibles es cómoda o segura: pueden dañar los coches, y los robos y daños físicos son comunes. Por ahora, nadie ha sufrido daños graves al participar en este evento, pero ha habido varios accidentes graves en los que los participantes han necesitado atención médica. Dependiendo de la ruta escogida, los participantes cubren un total de unos 14 000 km, tarea que les lleva alrededor de 3 semanas o un mes.
Los participantes han de tener en cuenta que, a no ser que se exprese lo contrario a la organización antes de comenzar la carrera, el coche o moto que les lleve hasta la meta será vendido, y el dinero donado; por lo que deben tener planeado el viaje de vuelta. Si bien existen vuelos comerciales desde Ulan Bator hasta Berlín, la mayoría opta por tomar el Transiberiano hasta Moscú.

## Los coches

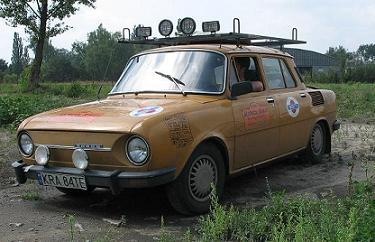
Vehículo típicamente utilizado.

Los coches participantes actualmente no han de tener una cilindrada mayor de 1200 cc, y las motos no deben superar los 125 cc; además, no deberán tener más de 10 años de edad. Existen excepciones a esta regla, pues serían consideradas las posibilidades de utilizar un vehículo de considerable rareza con un alto contenido cómico. Es posible utilizar vehículos de mayor cilindrada a la permitida o de más edad, pero bajo penalización económica de una libra por cada centímetro cúbico en exceso, y declarando que el coche sería utilizado para el viaje de vuelta en caso de una gran antigüedad. Las reglas de la organización tradicionalmente estipulan que los coches "deben ser considerador como basura". Por tanto, la posibilidad de elegir vehículos se reduce a aquellos aparentemente no aptos para competir. A pesar de lo que pueda parecer, los Citroën 2CV y Fiat 126 son participantes comunes. El 2cv es más adecuado que otros muchos, suponindo que esté en un buen estado, pues equipa un motor con refrigeración por aire, suspensiones de largo recorrido diseñada para malos caminos y ruedas de 15 pulgadas. Otros vehículos poco comunes usados son, por ejemplo: una autocaravana Bedford Rascal, un Austin Mini, Daihatsu HiJet, un Morris Minor Traveller, un Morris Minor sedán, un Ford Granada Hearse y un típico Taxi de Londres. Los más adecuados son aquellos de baja tecnología que puedan ser reparados fácilmente por sus usuarios.
Muchos participantes no llegan a su destino; sus vehículos son abandonados o vendidos cuando se rompen, o se dejan a su suerte por problemas de tiempo. Algunos vehículos participantes pueden ser ahora vistos a través de Asia central gracias a los mecánicos locales, que con una actitud emprendedora, reparan los vehículos abandonados.
Los organizadores se comprometen en garantizar que todos los coches serán importados a Mongolia sin costes ni aranceles. Entre 2004 y 2006 hacían uso de un procedimiento estándar hecho para organizaciones sin ánimo de lucro, beneficencias y ONGs en Mongolia que exenta a los vehículos de los impuestos sobre otros coches, que llegan hasta los 2000 dólares. La ley mongola sobre importación establece que la entidad importadora no podrá vender el vehículo en un periodo de tres años.
En 2007, los organizadores llegaron a un acuerdo con el gobierno mongol basado en una ley existente que permite la exención de una tasa de importación ampliada hasta los 4000$. Los organizadores también están colaborando con Mercy Corps para cumplir los compromisos necesarios. Los coches serían vendidos y el dinero conseguido sería donado al proyecto solidario que elijan los participantes. Todos los costes administrativos surgidos por la venta de las monturas como por la supervisión del proyecto sería pagados por la organización y no por la entidad solidaria.[cita requerida]
La organización se ha enfrentado a varios problemas, incluyendo dentro de Mongolia, como que el evento supone la importación de automóviles viejos y rotos desde Europa. De todas formas, las altas tasas arancelarias han creado un mercado automovilístico en el que incluso un coche antiguo y muy usado como un Hyundai Excel, un vehículo común en Mongolia, puede ser vendido por 2000 dólares. Hay muchas organizaciones en Mongolia que se sienten agradecidas por haber hecho a los coches más económicos. Además, los bajos salarios de Mongolia facilitan la posibilidad de reparar y poner en funcionamiento coches antiguos que serían achatarrados en Europa. También, debido a otros problemas y quejas, los organizadores estipularon en el contrato con los equipos a partir de 2006 que no podría retirarse ningún componente del automóvil, tales como los asientos traseros, para asegurarse de que los vehículos serían plenamente operativos al terminar el rally

## Coste de participación
El coste de participación de la edición 2007 fue de 387£, pagaderas a la entidad organizadora; y para 2008, la tasa de inscripción subió hasta las 456£. La edición de 2009 ha costado 650£ a cada equipo, más una donación mínima de 1000£ a organizaciones benéficas por vehículo. Los equipos pueden estar formados por tantos componentes como se deseen, pero tan sólo contarán con un vehículo. Cada vehículo pagará una inscripción, aunque pertenezcan al mismo equipo. Los equipos que participen con motocicletas sí están autorizadas a llevar 2 vehículos por equipo. Los organizadores advierten de que el "rally no es algo que funcione con poco dinero, y las tasas de inscripción no llegan a cubrir los gastos hasta ahora, así que debemos convencer a posibles patrocinadores para subvencionar a los equipos." La tasa para el 2009 ha crecido un 40 % hasta £650, de las cuales ninguna se destina a beneficencia.
En 2004 no había cuota de inscripción, pero cada uno de los 6 equipos consiguieron donar un mínimo de 500£, pagaderas directamente a la organización del rally Send a Cow.
En 2005, se pidieron 50£ por persona para cubrir los gastos ocasionados por el rally y por la página web de Mongol Rally. La sección "About us" de dicha página decía:
"The Mongol Rally is an entirely non-profit making organisation. This means that any monies raised that are not used in organising the event either get put towards next years run or given to the charities. All those involved in organising the event do so as volunteers."

"Mongol Rally es una organización sin ningún ánimo de lucro. Esto significa que todo el dinero conseguido que no sea usado para organizar el evento, puede ser guardado para años siguientes o donado a otras organizaciones. Todos aquellos implicados en la organización lo hacen voluntariamente.
A los equipos también se les exige que donen un mínimo de 1000 libras cada uno, divididas por igual a las organizaciones selectas Send a Cow y Save the Children.
En 2006, los costes de inscripción subieron hasta 227£. La página web oficial declaraba que "El Mongol Rally es ahora parte del poderoso Institute of Adventure Research, una organización sin ánimo de lucro que lucha por hacer este mundo menos aburrido y a la vez donar enormes cantidades de dinero para beneficencia en el proceso." A partir de entonces, los equipos donarían el mínimo de 1000£: £250 pagaderos a Send a Cow, siendo las 750£ donables a Mercy Corps, CAMDA, Wild Cru o la Christina Noble Children's Foundation. In 2006, the teams taking part in the Rally together raised in excess of £200,000 for the Rally charities.
Desde 2007 en adelante, estas declaraciones no tienen valor alguno, dado el carácter lucrativo de la organización.

## Los organizadores
Recientemente, el Mongol Rally ha sido organizado por el League of Adventurists International Limited una sociedad limitada británica creada el 10 de noviembre de 2006. De acuerdo con Companies House, las acciones de la empresa pertenecen a: 70% a Mr Thomas Morgan, y un 10 % a Ms Jenny Hunter, Ms Lamorna Trahair y Mr Daniel Wedgwood cada uno.
En 2007, solamente 6 meses después de la creación, League of Adventurists International Limited, descrita a sí misma como "una agencia de viajes extremos" ganó el "Shell LIVEwire Young Entrepreneur of the Year Award for creating an organisation that not only makes money - and lots of it - but that sets trends in an ever more competitive market." Así, la compañía ganó 10 000 libras como premio. Ahora, organiza otros eventos bajo la marca 'Adventurists'

## Patrocinios y emisión en TV
En el rally de 2006 un grupo de personal de televisión acompañó a los equipos a lo largo de su ruta. El evento de ese año fue patrocinado por .travel, yendo su contribución económica a la organización del evento. El equipo de Expedia Let Yourself Go también fue presentado en la página web de Expedia. El equipo Mongolian Taxi Service apareció en el programa de TV Fifth Gear como parte de la presentación de la dureza y resistencia del Daihatsu Charade, inspirado en su propia experiencia con el modelo al acabar el rally con el coche de una sola pieza.
Jack Osbourne, hijo de Ozzy y Sharon Osbourne, tomó parte en el rally de 2007 con Amaryllis Knight, la hija de un antiguo editor de The Economist y director de News Corporation Andrew Knight, en un Fiat Panda de 1991 y 750 cc; su viaje fue retransmitido en un programa llamado "Jack Osbourne, Mongol Rally".

## Comienzos del Mongol Rally
In 2001 Mr Tom and Mr Joolz found themselves staring in awe at their slightly dishevelled Fiat 126 wondering what to do with it. After not very long they came up with the only sensible plan - to drive to the most ridiculous place they could think of. Mongolia was chosen, being 10 000 miles away as the drunk crow flies and sporting a fine selection of the world's worst roads it seemed perfect. So with no changes of clothes, a packet of cheap cigars and a hunting knife, they set forth. Although they didn't quite reach Mongolia because of visa and border trouble they enjoyed themselves so much that they swore to return and try again. From this premise the great Mongol Rally was born.

En 2001, Mr Tom y Mr Joolz se encontraban contemplando a su desvencijado Fiat 126 imaginando qué hacer con él. Tras no mucho tiempo, encontraron el plan más sensato, conducirlo al lugar más ridículo que pudieran pensar. La elección fue Mongolia, al estar a 16.000 km de distancia, y la ebria multitud considera sus carreteras como las peores del mundo, el destino perfecto. Así que, sin cambiarse de ropa, con un paquete del tabaco más barato y una navaja, se pusieron en camino. Aunque no llegaron a Mongolia por sus visados y por problemas en las fronteras, disfrutaron tanto del viaje que se propusieron volver e intentarlo de nuevo. De esta premisa nació el gran Mongol Rally.

La idea formó parte más tarde de la graduación de Tom Morgan en Escultura, y fue mostrada en el Winchester School of Art BA Degree Show de 2003.
Después de la graduación, pidió la ayuda de su amigo y colega Stephen Edwards, para crear una web, y los primeros equipos participaron en verano de 2004.